# Зангезур (фільм, 1938)
«Зангезур» (рос. «Зангезур», вірм. «Զանգեզուր») — вірменський радянський художній фільм 1938 року кінорежисерів Амо Бек-Назаряна і Якова Дукора. Історико-революційний фільм.

## Сюжет
1921 рік. Вигнані повсталим народом з Єревану дашнаки укріплюють свої позиції серед неприступних скель Зангезура, і, отримавши підтримку у іноземних інтервентів, збирають сили для боротьби з розрізненими партизанськими загонами більшовиків. З метою покласти край нальотам дашнаків і прибрати з Вірменії їхніх союзників — англійців сюди, випереджаючи прихід червоної армії, їде професійний революціонер Акопян...

## Актори
- Грачья Нарсесян — Акопян
- Авет Восканян — Спарапет
- Тагуі Акопян — Agyul
- Давид Малян — Makich
- Гурген Джанібекян — Сако
- Гурген Габріелян — Армен
- Григорій Аветян — глуха людина
- Гегам Арутюнян — Самвел
- Haykasar — Gusan
- А. Аракелян — Аснар
- Цолак Америкян — Hatyun-Aper
- Б. Ісаакян — Ануш
- Г. Маркарян — Солдат
- Іван Чувєлєв — Микита
- Андрій Костричкін — полковник Марков
- Ю. Сулейманов — партизан
- Амасій Мартіросян — офіцер дашнаків № 1
- Мурад Костанян — офіцер дашнаків № 2
- Мікаел Каракаш — Самсон
- Г. Папян — Zarzand

## Нагороди
- Сталінська премія 1941 року
- Премія ІІ степеня Авету Восканяну.
- Премія ІІ степеня Амо Бек-Назаряну.
- Премія ІІ степеня Грачьї Нарсесяну.